# Terremoto (singolo)
Terremoto è un singolo dei cantanti brasiliani Anitta e Kevinho, pubblicato il 1º febbraio 2019.

## Promozione
Kevinho e Anitta hanno eseguito il brano nell'ambito del Prêmio Multishow de Música Brasileira il 29 ottobre 2019 come parte di un medley di quest'ultima.

## Video musicale
Il video musicale, ispirato a I'm Still in Love with You di Sean Paul, è stato reso disponibile in concomitanza con la commercializzazione del brano. La clip ha trionfato al Prêmio Multishow de Música Brasileira come Miglior video musicale.

## Tracce
Testi e musiche di Jefferson Junior e Umberto Tavares.
1. Terremoto – 2:26

## Formazione
Musicisti
- Anitta – voce
- Kevinho – voce
- Mãozinha – batteria, percussioni
- Toninho Aguiar – tastiera, percussioni
- Umberto Tavares – arrangiamento, percussioni
- Fera do Mar – percussioni
- Jefferson Junior – percussioni
- Marcos Sabóia – percussioni

Produzione
- Mãozinha – produzione
- Umberto Tavares – produzione

## Classifiche

### Classifiche settimanali
| Classifica (2019) | Posizione massima |
| ----------------- | ----------------- |
| Brasile           | 1                 |
| Portogallo        | 4                 |

### Classifiche di fine anno
| Classifica (2019) | Posizione |
| ----------------- | --------- |
| Portogallo        | 35        |